# Stéphane Badji
Stéphane Diarra Badji, född 29 maj 1990, är en senegalesisk fotbollsspelare som spelar för cypriotiska Olympiakos Nicosia.

## Klubbkarriär
Den 28 juni 2019 värvades Badji av bulgariska Ludogorets Razgrad, där han skrev på ett treårskontrakt. Den 2 februari 2022 värvades Badji av turkiska Eyüpspor, där han skrev på ett 1,5-årskontrakt. I april 2023 återvände Badji till Casa Sports i Senegal.
I juli 2023 värvades Badji av cypriotiska Olympiakos Nicosia, där han skrev på ett tvåårskontrakt.

## Landslagskarriär
Badji debuterade för Senegals landslag den 29 februari 2012 i en 0–0-match mot Sydafrika, där han blev inbytt i den 72:a minuten mot Dame N'Doye.